# Igreja de São Roque (Altares)

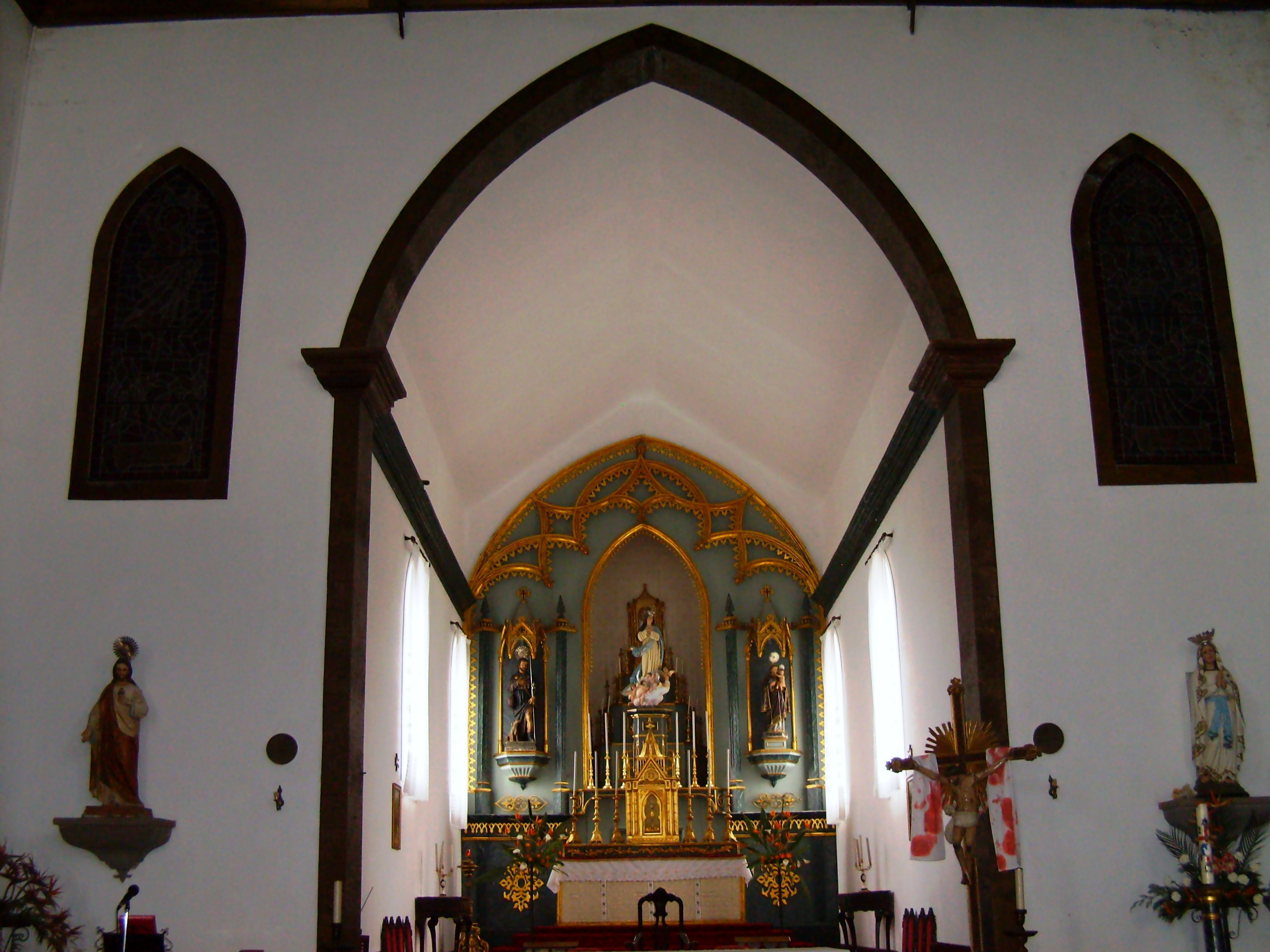
Igreja de São Roque dos Altares: interior.

A Igreja de São Roque dos Altares localiza-se na freguesia dos Altares, município de Angra do Heroísmo, na Ilha Terceira.
O templo tem como orago São Roque e pertence ao bispado de Angra do Heroísmo.

## História
A sua primitiva construção remonta ao século XV, em data anterior a 1480, dado que já naquele ano tinha pároco. Esse templo foi posteriormente destruído por terramoto.
O atual templo é resultante de várias reconstruções e remodelações a que o original foi sujeito, particularmente a partir de finais do século XV quando foi concluído.
Em 1910, no século XX surge-nos como um templo simples, mas bastante mais amplo que o antigo, com uma só nave. No seu adro encontra-se inscrita a data de 1536, data de alguma das obras conclusivas.
Apesar do padroeiro da freguesia ser São Roque, a principal festa religiosa da comunidade ocorre anualmente no primeiro domingo do mês de Setembro, e é dedicada a Nossa Senhora de Lurdes, culto introduzido na freguesia em finais do século XIX.